# Орден «Золотая Звезда»
Звание «Герой Украины» учреждено Указом президента Украины № 944/98 от 23 августа 1998 года для награждения граждан Украины за выдающийся героический поступок и трудовой подвиг. Согласно этому Указу предусматривается установление льгот относительно заработной платы, социального обеспечения и медицинского обслуживания лицам, которым присвоено звания «Герой Украины». Лицу, которому присвоено звание «Герой Украины», вручается орден «Золотая Звезда» (укр. Орден «Золота Зірка»), за совершение выдающегося героического поступка, или орден Государства (укр. Орден Держави) — за трудовой подвиг.

## Положение о награде
1. Присвоение звания «Герой Украины» производится Указом президента Украины.
2. Лицу, которому присвоено звание «Герой Украины», вручается орден «Золотая Звезда» за совершение выдающегося героического поступка, или орден Государства — за выдающиеся трудовые достижения.
3. Звание «Герой Украины» может быть присвоено посмертно.
4. Наградные атрибуты звания «Герой Украины» вручает президент Украины или, по его поручению, председатель Верховной Рады Украины (либо его заместители), премьер-министр Украины (либо Первый вице-премьер-министр Украины), генеральный прокурор Украины, председатель Конституционного Суда Украины, председатель Верховного Суда Украины и ряд других должностных лиц.
5. Лицу, которому присвоено звание «Герой Украины», вручаются орден, грамота о присвоении ордена, миниатюра ордена, удостоверение о присвоении ордена
6. В случае утраты (порчи) ордена звания «Герой Украины» дубликат может быть выдан, если будет установлено, что  утрата наградных атрибутов произошла по причинам, которые не зависят от награждённого.

## Описание

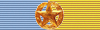
Планка ордена «Золотая Звезда» отличия президента Украины «Герой Украины»

Единая миниатюра орденов «Золотая Звезда» и Государства звания Герой Украины

Орден «Золотая Звезда» — знак отличия президента Украины «Герой Украины». Изготовляется из золота и имеет форму пятиконечной звезды, наложенной на венок из дубовых листьев. Лучи звезды полированные.
Размер ордена между противоположными вершинами звезды 35 мм.
Обратная сторона ордена плоская, с надписью рельефными буквами «Герой Украины» и порядковым номером ордена.
В верхнем луче звезды есть кольцо с ушком, которое соединяется с фигурной колодкой, обтянутой лентой. Длина колодки — 45 мм, ширина — 28 мм. На обратной стороне колодки есть застёжка для прикрепления ордена к одежде.
Лента ордена шёлковая муаровая с полосками синего и жёлтого цветов. Ширина ленты — 28 мм, ширина каждой полоски −14 мм.
- Уставом отличия президента Украины «Герой Украины» было передусмотрено, что вместо ордена награждённый мог носить миниатюру ордена или орденскую планку, которые размещаются выше миниатюр и планок других отличий президента Украины. Планка ордена представляет собой прямоугольную металлическую пластинку, обтянутую лентой. На планке — позолоченное изображение ордена. Размер планки: высота — 12 мм, ширина — 28 мм. Миниатюра ордена — копия ордена в уменьшенном виде.
- действующим Уставом звания Герой Украины передусмотрено, что вместо ордена лицо, удостоенное звания Герой Украины, может носить миниатюру ордена, которая размещается выше миниатюр и планок других государственных наград Украины; орденская планка не предусмотрена. Миниатюра орденов «Золотая Звезда» и Государства звания Герой Украины — единая, изготавливается из золота и имеет форму пятиугольной звезды с гладкими двугранными лучами с лицевой стороны; в центре звезды размещено рельефное изображение Знака Княжеского Государства Владимира Великого (тризуба).

## Порядок ношения
Ордена «Золотая Звезда» и Государства носятся на левой стороне груди и размещаются выше других государственных наград.
Для орденов «Золотая Звезда» и Государства звания «Герой Украины» предусмотрена миниатюра, которая носится на левой стороне груди вместо соответствующего ордена выше миниатюр и планок других государственных наград Украины.